# Кімограф
Кімограф (грец. kýma — хвиля і граф.) — прилад для графічної реєстрації фізіологічних процесів (наприклад серцебиття, дихання, м'язових скорочень та ін.). Складається з металевого барабана, який обертається за допомогою годинникового механізму, і покритий закопченим папером. Писар, укріплений на стрижні і сполучений з серцем, що скорочується, м'язом або іншим функціонуючим органом викреслює криву на барабані.
Механічний Кімограф вперше був використаний німецьким фізіологом К. Людвигом (1847) для запису коливань кров'яного тиску. . Кімограф має широку сферу застосування у медицині. Його основні застосування: вимірювання м'язових скорочень, або інших фізіологічних процесів, в т.ч. звуків при розмові. Кімограф також використовують для вимірювання атмосферного тиску, вібрацій камертона і функціонування парових двигунів.